# Игумново (Кировская область)
Игумново — опустевшее село в Слободском районе Кировской области в составе Каринского сельского поселения.

## География
Находится на правобережье Чепцы на расстоянии примерно 33 км по прямой на юго-восток от районного центра города Слободской.

## История
Известно было с 1678 года, когда здесь (погост Святицкой) было учтено 6 дворов. В 1764 году здесь (село Святицко-Спасское) отмечено 98 жителей. В 1873 году учтено дворов 8 и жителей 55, в 1905 13 и 114, в 1926 (уже Игумново) 26 и 107, в 1950 32 и 106, в 1989 году постоянных жителей уже не учтено. Спасская церковь была построена по грамоте патриарха Иосифа от 1647 года, в 1686 разрешено построить новую взамен обветшавшей, также обновление церкви было разрешено в 1767 году и, наконец, в 1835 году построена была каменная церковь. Возможно, село было образовано после ликвидации Усть-Святицкого Спасского монастыря (действовал в 1645—1685 годах). 

## Население
Постоянное население не было учтено как в 2002 году, так и в 2010.